# Minamiōsumi
Minamiōsumi (japanska: 南大隅町?, Minamiōsumi-chō) är en landskommun (köping) i Kagoshima prefektur på ön Kyūshū i södra Japan. 